# Katastrofa budowlana w Korbie
Katastrofa budowlana w Korbie – katastrofa budowlana, która miała miejsce 23 września 2009 roku w indyjskim mieście Korba w stanie Chhattisgarh. W jej wyniku śmierć poniosło 45 osób, a kolejnych kilkadziesiąt zostało rannych.
Konstrukcja w chwili zawalenia miała 250 m i była budowana przy okolicznej ciepłowni. Komin spadł na stołówkę, w której znajdowali się robotnicy. Zawalenie komina było spowodowane prawdopodobnie ulewnymi opadami.